# The Associate
The Associate (titulada en español Cómo triunfar en Wall Street en España y La socia principal o La socia en Hispanoamérica) es una comedia protagonizada por Whoopi Goldberg y dirigida por Donald Petrie que se estrenó el 25 de octubre de 1996 en Estados Unidos y el 24 de abril de 1997 en España. Es una versión tanto de L'associé (1979), de René Gainville, como de Il socio invisibile (1939), de Roberto Roberti, a su vez basadas en la novela El socio (1929), del chileno Jenaro Prieto.

## Argumento
Laurel Ayres (Whoopi Goldberg) es una analista financiera de Wall Street en Nueva York,  con más cerebro que la mayor parte de sus compañeros masculinos. Harta de seguir las reglas para avanzar en su carrera y cuando es ignorada para recibir un merecido ascenso, en el cual es nombrado su jefe inmediato su asistente en entrenamiento, decide que el sexo débil ha jugado débilmente por demasiado tiempo, por lo que establece su propia firma de asesoría financiera, pero al ser evadida por los hombres de negocios de la ciudad y en vista de que su respuesta siempre es "que mi socio no lo autoriza" , ella misma inventa un socio al que llama Robert S. Cutty,  con el que se le abren las puertas de todo Nueva York, al grado de crear revuelo por ser el nuevo "toro en Wall Street".
Sally Dugan (Dianne Wiest) al quedarse sin trabajo y enterarse de que Laurel Ayres tiene un socio, les pide trabajo, desconociendo en un principio que el socio es ficticio. 
Más adelante y debido a la sincronía entre las ideas de Ayres y Cutty, Sally Dugan descubre la verdadera identidad del socio, en el momento en el que su antiguo compañero de trabajo sospecha acerca de la existencia del tal Cutty, acusándola ante las autoridades, por lo que Ayres y Dugan planean asesinar a alguien que no existe realmente
En el clímax de la película y con un disfraz, Ayres se hace pasar por Cutty, que ha sido nombrado hombre de negocios del año y además miembro honorario del club masculino "Peabody Club", llegando a la cena a la cual ha sido invitado, demostrándoles a todos los hombres del salón y a la concurrencia en general, que "debajo de una máscara puede estar el verdadero Robert S. Cutty y que podría ser un camarero, un chofer o una persona que les ofrece un cigarro" comprobando que las apariencias engañan.

## Recepción crítica y comercial
Según la página de Internet Rotten Tomatoes obtuvo un 19% de comentarios positivos.
Recaudó en Estados Unidos algo más de 12 millones de dólares. Se desconoce cuáles son las recaudaciones internacionales y el presupuesto.

## DVD
Cómo triunfar en Wall Street salió a la venta el 1 de octubre de 2003 en España, en formato DVD. El disco contiene menús interactivos y acceso directo a escenas.